# Evangeline Lilly
Nicole Evangeline Lilly (Fort Saskatchewan, Alberta; 3 de agosto de 1979), conocida artísticamente como Evangeline Lilly, es una exactriz y escritora canadiense. Logró popularidad por su papel de Kate Austen en la serie de televisión Lost (2004-2010), por la que obtuvo un Premio del Sindicato de Actores y recibió una nominación al Globo de Oro. También fue reconocida por sus interpretaciones de Connie James en The Hurt Locker (2008), Hope van Dyne en Ant-Man and the Wasp (2018), Bailey Tallet en Real Steel (2011) y Tauriel en la serie fílmica de El Hobbit.
Interpretó a Hope van Dyne / "La Avispa" en el universo cinematográfico de Marvel en las películas Ant-Man (2015), Ant-Man and the Wasp (2018)  Avengers: Endgame (2019) y Ant-Man and the Wasp: Quantumania (2023).

## Biografía

### Primeros años
Lilly nació en Fort Saskatchewan en Alberta. Fue criada en la Columbia Británica por sus padres. Se graduó en la Escuela Secundaria de W. J. Mouat en Abbotsford, donde fue jugadora de fútbol y vicepresidenta del consejo estudiantil. Mientras cursaba sus estudios trabajó como mesera, cambiando aceite en camiones y como asistente de vuelo para la aerolínea Royal Airlines para poder pagar su matrícula. Fue educada en la religión cristiana, siendo influenciada por su padre para emprender un viaje junto a un grupo de misioneros a una jungla de Filipinas durante un mes. Su interés en las causas humanitarias y el desarrollo global la llevó a especializarse en Relaciones Internacionales en la Universidad de Columbia Británica.

### Carrera

#### Televisión
La carrera de Lilly empezó cuando fue descubierta por un empleado de la agencia Ford Models mientras caminaba por las calles de Kelowna, Columbia Británica. La agencia le dio la oportunidad de aparecer en comerciales de televisión y en papeles menores en las series Smallville y Kingdom Hospital.
Fue convencida por un amigo para presentarse a una audición para la serie Lost. Inicialmente no se le dio mayor información sobre el guion de la serie a los aspirantes a participar en ella, simplemente se les informó que se trataba de la historia de un grupo de supervivientes perdidos en una isla, lo que le recordó a Lilly la película The Blue Lagoon, pensando que se trataría de una copia barata de la misma. Cerca de 75 mujeres audicionaron para el papel de Kate Austen. El escritor y creador de la serie Damon Lindelof afirmó que junto con J. J. Abrams la descubrió en una cinta de vídeo y la escogió inmediatamente para el papel. La actriz por poco pierde la oportunidad de aparecer en la serie debido a algunos problemas para adquirir una visa de trabajo para ingresar a los Estados Unidos. Su inscripción finalmente fue aceptada después de realizar cerca de veinte intentos, por lo que pudo viajar a Hawái para iniciar la filmación.

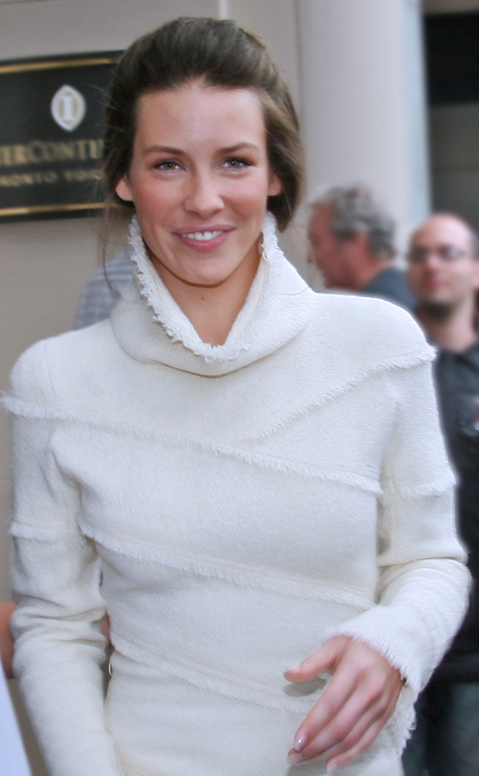
Evangeline Lilly en 2008

Lost fue emitida durante seis temporadas entre 2004 y 2010. Fue un éxito internacional, ganando un Globo de Oro y 11 premios Emmy y logrando ubicarse en la cima de la lista de las mejores series de televisión de la década de 2000 en IMDb. Lilly apareció en 108 de los 121 episodios totales de la serie, y su personaje, Kate Austen, fue el personaje femenino principal. Entertainment Weekly incluyó a Evangeline en su lista de "Futuras Estrellas de 2004." En 2006 fue nominada a un Globo de Oro en la categoría de mejor actriz en una producción dramática. Robert Bianco de USA Today alabó la actuación de Lilly en el episodio "Eggtown", afirmando que la actriz tendría que ser nominada a un premio Primetime Emmy por su brillante interpretación. En 2007 fue nombrada la mujer más sexy de la televisión en las publicaciones TV Guide y FHM. Después de grabar el episodio final de Lost, Lilly afirmó que quería tomarse un breve descanso de la actuación para dedicarse a sus causas humanitarias. Afirmó en una entrevista en la página Vulture: "Considero la actuación como un trabajo. No lo considero como el sueño de mi vida."

#### Cine
En 2008 apareció en la aclamada película The Hurt Locker. Ganó junto al resto del reparto un premio Gotham y un premio del Washington D.C. Area Film Critics Association. Seguidamente protagonizó la película de suspenso Afterwards. En 2010, Lilly dejó clara su intención de convertirse en escritora de literatura infantil y de enfocarse en trabajar principalmente en el cine.
El 11 de mayo de 2010 la actriz anunció en el programa de televisión The View que sus prioridades en ese momento eran escribir y dedicarse a su faceta como madre, desempeñándose como actriz cuando fuera posible. En 2011 encarnó a Bailey Tallet en Real Steel. Pese a rechazar una gran cantidad de propuestas, Evangeline decidió participar en la película tras leer el guion que le envió el director Shawn Levy. Levy afirmó: "Es conmovedora y sexy. Necesitaba a una mujer que transmitiera fortaleza. El personaje de Bailey debía tener una fuerza especial, debía mostrar que había sobresalido en un ambiente masculino".
En 2012 Lilly fue seleccionada para interpretar a la elfa Tauriel en la adaptación cinematográfica de Peter Jackson de la aventura épica El Hobbit de J. R. R. Tolkien. El personaje, que no aparece en el libro de Tolkien, fue creado por Peter Jackson y Fran Walsh. Lilly, fanática de la mitología de Tolkien desde su niñez, accedió a tomar clases de manejo de la espada y el arco para interpretar su papel satisfactoriamente. En 2015 ingresó al universo cinematográfico de Marvel interpretando a Hope van Dyne en la película Ant-Man. En octubre del mismo año se anunció que Evangeline aparecería en Ant-Man and the Wasp, primera película de Marvel que incluía el nombre de una heroína en su título.

#### Literatura

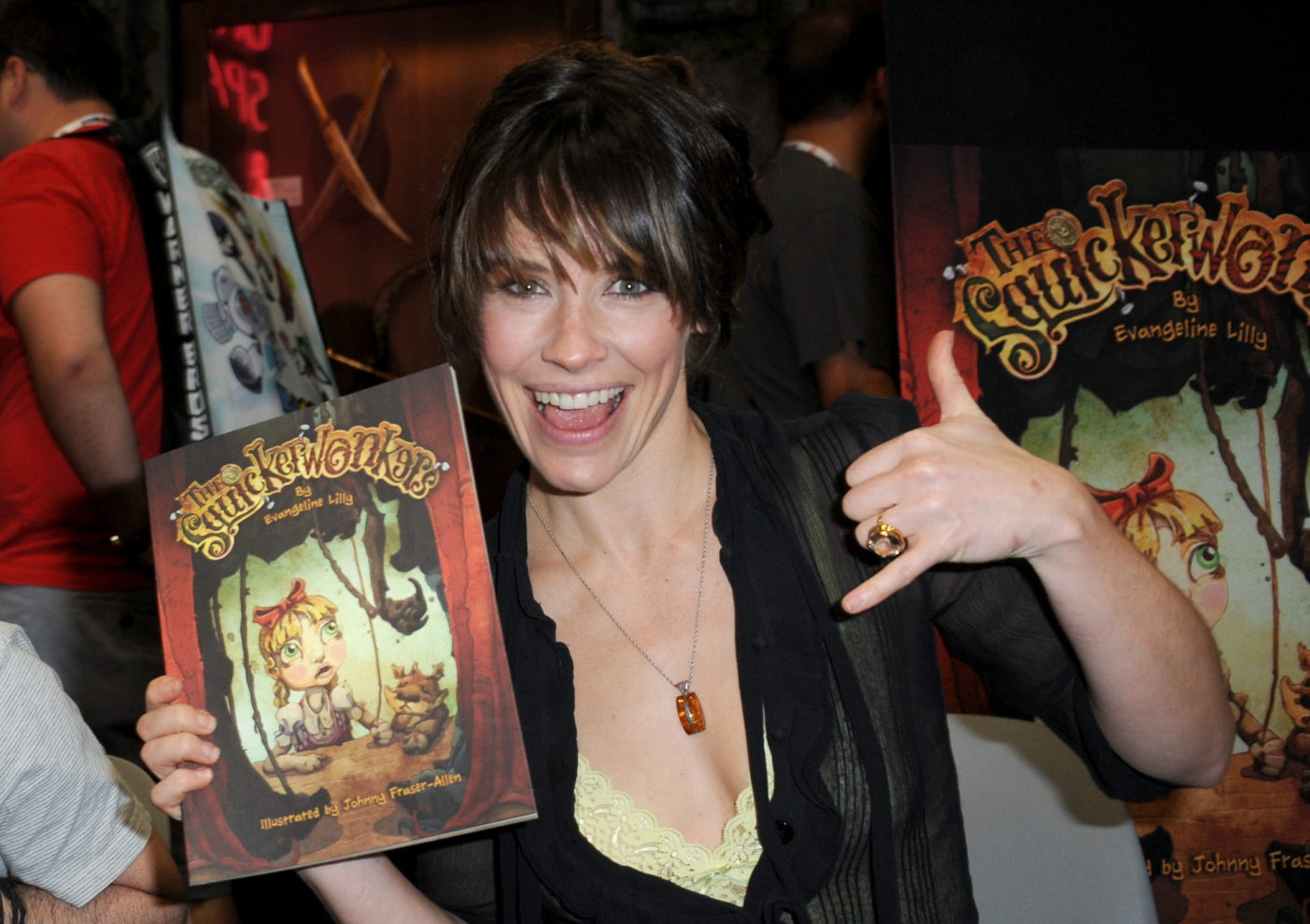
Lilly con una copia del libro The Squickerwonkers en la Comic Con de San Diego en 2013.

En junio de 2010, Lilly anunció, en el programa The Late Late Show with Craig Ferguson, que publicaría un libro infantil, y anticipó en el programa partes de la historia del libro.
El 18 de julio de 2013 se publicó el libro infantil The Squickerwonkers, debut de Lilly como escritora. El lanzamiento se llevó a cabo en la Comic Con de San Diego, donde la actriz se presentó para autografiar copias del libro y realizar sesiones de lectura. Lilly afirmó que la idea de escribir un libro se venía gestando desde su adolescencia. El prólogo del libro lo escribió Peter Jackson. Evangeline describió su obra como "una serie gráfica diseñada para niños, basada en la historia de una niña que tiene unos amigos muy particulares: los Squickerwonkers".
Evangeline ha afirmado que en sus obras futuras irá revelando nuevos Squickerwonkers. El ilustrador del libro es Johnny Fraser-Allen, de Weta Workshop, una firma de diseño neozelandesa que ha trabajado realizando diseños para la saga de películas de El Hobbit. Lilly ha afirmado que su principal objetivo es crear libros para niños que puedan disfrutar también los adultos.

## Vida privada
Evangeline estuvo casada con un jugador de hockey canadiense llamado Murray Hone de 2003 a 2004. De 2004 a 2009, salió con su compañero de Lost, Dominic Monaghan. Mientras convivían juntos durante el rodaje de la serie, su casa se incendió y perdieron todas sus pertenencias.
En 2010, inicia una relación con Norman Kali, asistente de producción de Lost, con quien tuvo su primer hijo en mayo de 2011. En el año 2015 dio a luz a su segundo hijo junto a Norman. Durante el rodaje de Lost, entabló una gran amistad con sus coprotagonistas Emilie de Ravin (Claire Litteton), Jorge García (Hugo Hurley Reyes) y Maggie Grace (Shannon Rutherford).[cita requerida]

## Filmografía

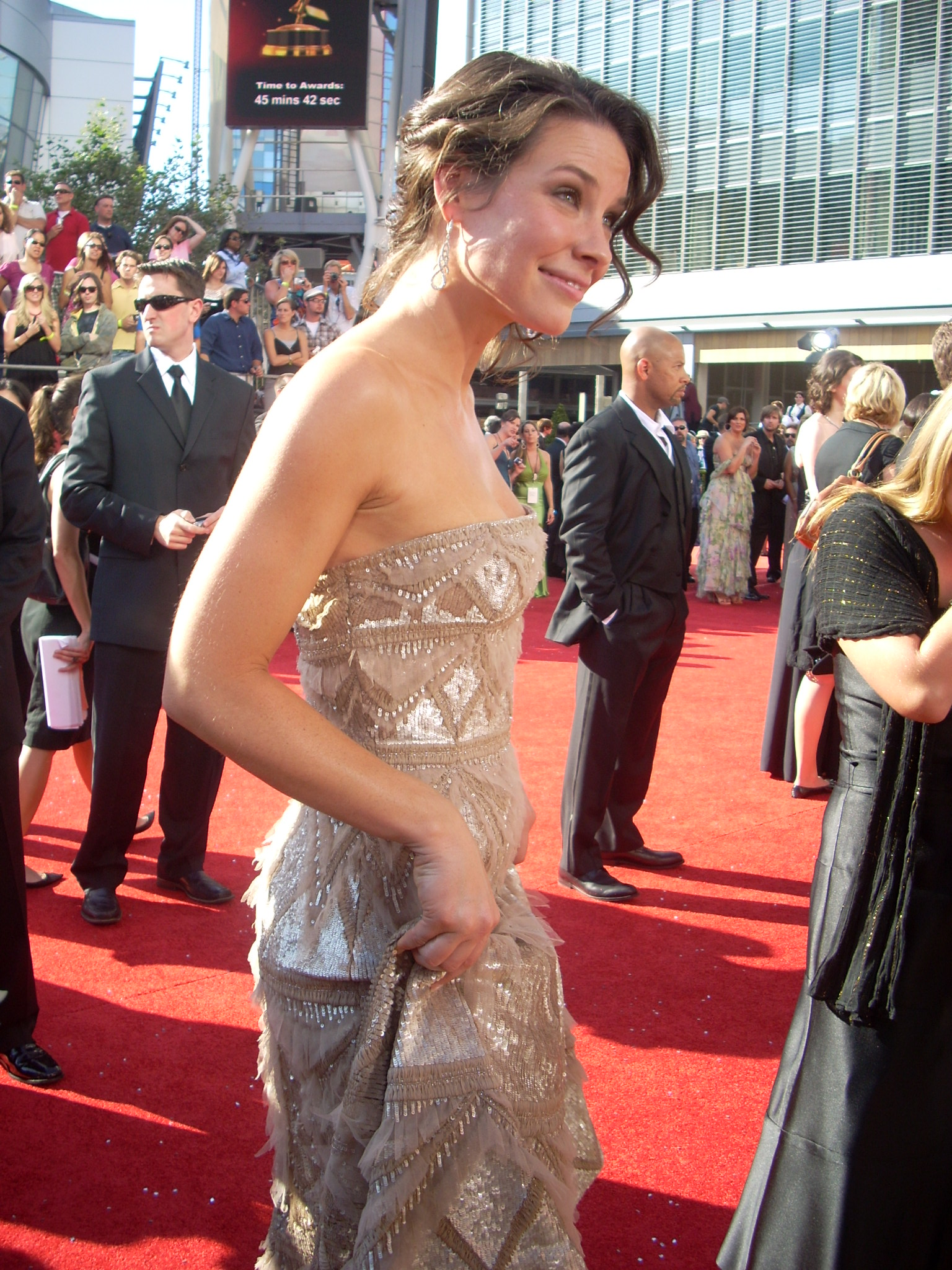
Lilly, en la entrega de los Premios Primetime Emmy, en el 2008.

### Cine
| Año  | Título                                       | Personaje                                   | Notas         |
| ---- | -------------------------------------------- | ------------------------------------------- | ------------- |
| 2003 | Stealing Sinatra                             | Modelo                                      | No acreditada |
| 2003 | The Lizzie McGuire Movie                     | Oficial de policía                          | No acreditada |
| 2003 | Freddy vs. Jason                             | Estudiante de la escuela junto al casillero | No acreditada |
| 2004 | White Chicks                                 | Chica en una fiesta                         | No acreditada |
| 2005 | The Long Weekend                             | Simone                                      |               |
| 2006 | Just Yell Fire                               | Ella misma                                  |               |
| 2009 | Afterwards                                   | Claire                                      |               |
| 2009 | Zona de miedo                                | Connie James                                |               |
| 2011 | Gigantes de acero                            | Bailey Tallet                               |               |
| 2013 | The NSA Video                                | Narradora                                   | Documental    |
| 2013 | El hobbit: la desolación de Smaug            | Tauriel                                     |               |
| 2014 | El hobbit: la batalla de los Cinco Ejércitos | Tauriel                                     |               |
| 2015 | Ant-Man                                      | Hope Van Dyne                               |               |
| 2017 | Little Evil                                  | Samantha Bloom                              |               |
| 2018 | Ant-Man and the Wasp                         | Hope Van Dyne / Wasp                        |               |
| 2019 | Avengers: Endgame                            | Hope Van Dyne / Wasp                        |               |
| 2021 | Crisis                                       | Claire Reimann                              |               |
| 2021 | South of Heaven                              | Annie Ray                                   |               |
| 2023 | Ant-Man and the Wasp: Quantumania            | Hope Van Dyne / Wasp                        |               |

### Televisión
| Año     | Título           | Personaje                  | Notas                               |
| ------- | ---------------- | -------------------------- | ----------------------------------- |
| 2001–04 | Smallville       | Extra                      | 4 episodios                         |
| 2003–04 | Tru Calling      | Extra                      | Figurante                           |
| 2004    | Kingdom Hospital | Novia de Benton            | Episodio: "Heartless"               |
| 2004–10 | Lost             | Kate Austen                | Personaje principal (108 episodios) |
| 2021    | What If...?      | Hope van Dyne / Wasp (voz) | Episodio: "What If... Zombies?!"    |

## Premios y nominaciones

### Premios Globos de Oro
| Año  | Categoría                                   | Película | Resultado |
| ---- | ------------------------------------------- | -------- | --------- |
| 2007 | Mejor actriz de serie de televisión - drama | Lost     | Nominada  |

### Premios del Sindicato de Actores
| Año  | Categoría     | Película        | Resultado |
| ---- | ------------- | --------------- | --------- |
| 2009 | Mejor reparto | The Hurt Locker | Nominada  |